# Llista de municipis de Toledo
Llista dels municipis de la província de Toledo amb les seves dades bàsiques.
Informació actualitzada per un bot. Els canvis manuals es perdran quan s'actualitzi!
| Escut | Municipi                      | Població | Superfície km² | Densitat | Altitud | Codi postal | Codi territorial | Dades a Wikidata              |
| ----- | ----------------------------- | -------- | -------------- | -------- | ------- | ----------- | ---------------- | ----------------------------- |
|       | Ajofrín                       | 2.350    | 35             | 67,14    | 770     | 45110       | 45001            | Modifica les dades a Wikidata |
|       | Alameda de la Sagra           | 4.239    | 33             | 128,45   | 632     | 45240       | 45002            | Modifica les dades a Wikidata |
|       | Albarreal de Tajo             | 762      | 42             | 18,14    | 452     | 45240       | 45003            | Modifica les dades a Wikidata |
|       | Alcabón                       | 761      | 8              | 95,13    | 534     | 45523       | 45004            | Modifica les dades a Wikidata |
|       | Alcaudete de la Jara          | 1.662    | 156            | 10,65    | 654     | 45662       | 45006            | Modifica les dades a Wikidata |
|       | Alcañizo                      | 275      | 14             | 19,64    | 376     | 45687       | 45005            | Modifica les dades a Wikidata |
|       | Alcolea de Tajo               | 829      | 64             | 12,95    | 340     | 45571       | 45007            | Modifica les dades a Wikidata |
|       | Aldea en Cabo                 | 205      | 26             | 7,88     | 509     | 4545908     | 45008            | Modifica les dades a Wikidata |
|       | Aldeanueva de Barbarroya      | 461      | 92             | 5,01     | 480     | 45661       | 45009            | Modifica les dades a Wikidata |
|       | Aldeanueva de San Bartolomé   | 413      | 35             | 11,8     | 559     | 45575       | 45010            | Modifica les dades a Wikidata |
|       | Almendral de la Cañada        | 345      | 34             | 10,15    | 620     | 45631       | 45011            | Modifica les dades a Wikidata |
|       | Almonacid de Toledo           | 931      | 96             | 9,7      | 720     | 45420       | 45012            | Modifica les dades a Wikidata |
|       | Almorox                       | 2.472    | 65             | 38,03    | 533     | 45900       | 45013            | Modifica les dades a Wikidata |
|       | Arcicóllar                    | 1.082    | 31             | 34,9     | 544     | 45182       | 45015            | Modifica les dades a Wikidata |
|       | Argés                         | 7.014    | 28             | 250,5    | 676     | 45122       | 45016            | Modifica les dades a Wikidata |
|       | Azután                        | 289      | 22             | 13,14    | 229     | 45571       | 45017            | Modifica les dades a Wikidata |
|       | Añover de Tajo                | 5.354    | 40             | 133,85   | 540     | 45250       | 45014            | Modifica les dades a Wikidata |
|       | Barcience                     | 1.049    | 19             | 55,21    | 513     | 45525       | 45018            | Modifica les dades a Wikidata |
|       | Bargas                        | 11.099   | 89,5           | 124,04   | 500     | 45593       | 45019            | Modifica les dades a Wikidata |
|       | Belvís de la Jara             | 1.428    | 114            | 12,52    | 450     | 45660       | 45020            | Modifica les dades a Wikidata |
|       | Borox                         | 4.250    | 60,3           | 70,53    | 580     | 45222       | 45021            | Modifica les dades a Wikidata |
|       | Buenaventura                  | 377      | 35,8           | 10,54    | 436     | 45634       | 45022            | Modifica les dades a Wikidata |
|       | Burguillos de Toledo          | 3.743    | 28,5           | 131,38   | 676     | 45112       | 45023            | Modifica les dades a Wikidata |
|       | Burujón                       | 1.332    | 35,3           | 37,72    | 504     | 45521       | 45024            | Modifica les dades a Wikidata |
|       | Cabañas de Yepes              | 306      | 18             | 17       | 700     | 45312       | 45026            | Modifica les dades a Wikidata |
|       | Cabañas de la Sagra           | 2.137    | 16,5           | 129,36   | 553     | 45592       | 45025            | Modifica les dades a Wikidata |
|       | Cabezamesada                  | 332      | 60             | 5,53     | 744     | 45890       | 45027            | Modifica les dades a Wikidata |
|       | Calera y Chozas               | 4.773    | 280            | 17,05    | 392     | 45686       | 45028            | Modifica les dades a Wikidata |
|       | Caleruela                     | 201      | 9              | 22,33    | 322     | 45589       | 45029            | Modifica les dades a Wikidata |
|       | Calzada de Oropesa            | 518      | 142,2          | 3,64     | 359     | 45580       | 45030            | Modifica les dades a Wikidata |
|       | Camarena                      | 4.634    | 6.622          | 0,7      | 575     | 45180       | 45031            | Modifica les dades a Wikidata |
|       | Camarenilla                   | 606      | 24             | 25,25    | 506     | 45181       | 45032            | Modifica les dades a Wikidata |
|       | Camuñas                       | 1.767    | 105            | 16,83    | 674     | 45720       | 45034            | Modifica les dades a Wikidata |
|       | Cardiel de los Montes         | 390      | 24             | 16,25    | 402     | 45642       | 45035            | Modifica les dades a Wikidata |
|       | Carmena                       | 836      | 47             | 17,79    | 562     | 45531       | 45036            | Modifica les dades a Wikidata |
|       | Carranque                     | 5.418    | 25             | 216,72   | 665     | 45216       | 45038            | Modifica les dades a Wikidata |
|       | Carriches                     | 266      | 19             | 14       | 553     | 45532       | 45039            | Modifica les dades a Wikidata |
|       | Casarrubios del Monte         | 7.098    | 96             | 73,94    | 616     | 45950       | 45041            | Modifica les dades a Wikidata |
|       | Casasbuenas                   | 193      | 30             | 6,43     | 682     | 45124       | 45042            | Modifica les dades a Wikidata |
|       | Castillo de Bayuela           | 921      | 37             | 24,89    | 563     | 45641       | 45043            | Modifica les dades a Wikidata |
|       | Cazalegas                     | 2.098    | 30             | 69,93    | 440     | 45683       | 45045            | Modifica les dades a Wikidata |
|       | Cebolla                       | 3.234    | 37             | 87,41    | 440     | 45680       | 45046            | Modifica les dades a Wikidata |
|       | Cedillo del Condado           | 4.337    | 26             | 166,81   | 646     | 45214       | 45047            | Modifica les dades a Wikidata |
|       | Cervera de los Montes         | 495      | 32             | 15,47    | 533     | 45637       | 45049            | Modifica les dades a Wikidata |
|       | Chozas de Canales             | 4.887    | 33             | 148,09   | 557     | 45960       | 45056            | Modifica les dades a Wikidata |
|       | Chueca                        | 249      | 10             | 24,9     | 738     | 45113       | 45057            | Modifica les dades a Wikidata |
|       | Ciruelos                      | 679      | 23             | 29,52    | 705     | 45314       | 45050            | Modifica les dades a Wikidata |
|       | Cobeja                        | 2.668    | 17,4           | 153,6    | 504     | 45291       | 45051            | Modifica les dades a Wikidata |
|       | Cobisa                        | 4.500    | 15             | 300      | 675     | 45111       | 45052            | Modifica les dades a Wikidata |
|       | Consuegra                     | 9.758    | 358            | 27,26    | 704     | 45700       | 45053            | Modifica les dades a Wikidata |
|       | Corral de Almaguer            | 5.237    | 326            | 16,06    | 714     | 45880       | 45054            | Modifica les dades a Wikidata |
|       | Cuerva                        | 1.260    | 38             | 33,16    | 714     | 45126       | 45055            | Modifica les dades a Wikidata |
|       | Domingo Pérez                 | 395      | 13             | 30,38    | 498     | 45544       | 45058            | Modifica les dades a Wikidata |
|       | Dosbarrios                    | 2.203    | 112            | 19,67    | 711     | 45311       | 45059            | Modifica les dades a Wikidata |
|       | El Campillo de la Jara        | 322      | 88             | 3,66     | 648     | 45578       | 45033            | Modifica les dades a Wikidata |
|       | El Carpio de Tajo             | 1.873    | 114            | 16,43    | 482     | 45533       | 45037            | Modifica les dades a Wikidata |
|       | El Casar de Escalona          | 2.128    | 40             | 53,2     | 460     | 45542       | 45040            | Modifica les dades a Wikidata |
|       | El Puente del Arzobispo       | 1.151    | 1              | 1.151    | 320     | 45570       | 45138            | Modifica les dades a Wikidata |
|       | El Real de San Vicente        | 981      | 54             | 18,17    | 800     | 45640       | 45144            | Modifica les dades a Wikidata |
|       | El Romeral                    | 541      | 79             | 6,85     | 622     | 45770       | 45149            | Modifica les dades a Wikidata |
|       | El Toboso                     | 1.723    | 144,2          | 11,95    | 635     | 45820       | 45167            | Modifica les dades a Wikidata |
|       | El Viso de San Juan           | 6.164    | 53             | 116,3    | 653     | 45215       | 45199            | Modifica les dades a Wikidata |
|       | Erustes                       | 226      | 10             | 22,6     | 531     | 45540       | 45060            | Modifica les dades a Wikidata |
|       | Escalona                      | 3.801    | 73             | 52,07    | 550     | 45910       | 45061            | Modifica les dades a Wikidata |
|       | Escalonilla                   | 1.497    | 51             | 29,35    | 545     | 45517       | 45062            | Modifica les dades a Wikidata |
|       | Espinoso del Rey              | 418      | 48             | 8,71     | 723     | 45650       | 45063            | Modifica les dades a Wikidata |
|       | Esquivias                     | 5.832    | 26             | 224,31   | 580     | 45221       | 45064            | Modifica les dades a Wikidata |
|       | Fuensalida                    | 12.508   | 68             | 183,94   | 593     | 45510       | 45066            | Modifica les dades a Wikidata |
|       | Garciotum                     | 215      | 23             | 9,35     | 547     | 45643       | 45068            | Modifica les dades a Wikidata |
|       | Gerindote                     | 2.767    | 44             | 62,89    | 523     | 45518       | 45069            | Modifica les dades a Wikidata |
|       | Guadamur                      | 1.782    | 37             | 48,16    | 640     | 45160       | 45070            | Modifica les dades a Wikidata |
|       | Gálvez                        | 3.006    | 55             | 54,65    | 712     | 45164       | 45067            | Modifica les dades a Wikidata |
|       | Herreruela de Oropesa         | 328      | 10             | 32,8     | 396     | 45588       | 45073            | Modifica les dades a Wikidata |
|       | Hinojosa de San Vicente       | 380      | 31             | 12,26    | 651     | 45645       | 45074            | Modifica les dades a Wikidata |
|       | Hontanar                      | 151      | 152            | 0,99     | 654     | 45159       | 45075            | Modifica les dades a Wikidata |
|       | Hormigos                      | 992      | 28             | 35,43    | 457     | 45919       | 45076            | Modifica les dades a Wikidata |
|       | Huecas                        | 875      | 27             | 32,41    | 555     | 45511       | 45077            | Modifica les dades a Wikidata |
|       | Huerta de Valdecarábanos      | 1.771    | 83             | 21,34    | 620     | 45750       | 45078            | Modifica les dades a Wikidata |
|       | Illescas                      | 32.159   | 57             | 564,19   | 583     | 45200       | 45081            | Modifica les dades a Wikidata |
|       | Illán de Vacas                | 2        | 9,2            | 0,22     | 480     | 45681       | 45080            | Modifica les dades a Wikidata |
|       | La Estrella                   | 267      | 77             | 3,47     | 557     | 45574       | 45065            | Modifica les dades a Wikidata |
|       | La Guardia                    | 2.160    | 195,6          | 11,04    | 701     | 45760       | 45071            | Modifica les dades a Wikidata |
|       | La Iglesuela del Tiétar       | 451      | 69             | 6,54     | 521     | 45633       | 45079            | Modifica les dades a Wikidata |
|       | La Nava de Ricomalillo        | 515      | 40             | 12,88    | 645     | 45670       | 45108            | Modifica les dades a Wikidata |
|       | La Puebla de Almoradiel       | 4.887    | 106            | 46,1     | 695     | 45840       | 45135            | Modifica les dades a Wikidata |
|       | La Puebla de Montalbán        | 8.032    | 141,2          | 56,9     | 453     | 45516       | 45136            | Modifica les dades a Wikidata |
|       | La Pueblanueva                | 2.138    | 122            | 17,52    | 481     | 45690       | 45137            | Modifica les dades a Wikidata |
|       | La Torre de Esteban Hambrán   | 1.932    | 51             | 37,88    | 560     | 45920       | 45171            | Modifica les dades a Wikidata |
|       | La Villa de Don Fadrique      | 3.553    | 83             | 42,81    | 671     | 45850       | 45186            | Modifica les dades a Wikidata |
|       | Lagartera                     | 1.315    | 81             | 16,23    | 389     | 45567       | 45082            | Modifica les dades a Wikidata |
|       | Las Herencias                 | 792      | 91             | 8,7      | 363     | 45664       | 45072            | Modifica les dades a Wikidata |
|       | Las Ventas con Peña Aguilera  | 1.118    | 139            | 8,04     | 792     | 45127       | 45182            | Modifica les dades a Wikidata |
|       | Las Ventas de Retamosa        | 4.160    | 19             | 218,95   | 618     | 45183       | 45183            | Modifica les dades a Wikidata |
|       | Las Ventas de San Julián      | 231      | 7              | 33       | 310     | 45568       | 45184            | Modifica les dades a Wikidata |
|       | Layos                         | 906      | 19             | 47,68    | 651     | 45123       | 45083            | Modifica les dades a Wikidata |
|       | Lillo                         | 2.493    | 151            | 16,51    | 684     | 45870       | 45084            | Modifica les dades a Wikidata |
|       | Lominchar                     | 2.815    | 22             | 127,95   | 645     | 45212       | 45085            | Modifica les dades a Wikidata |
|       | Los Cerralbos                 | 425      | 40             | 10,63    | 462     | 45682       | 45048            | Modifica les dades a Wikidata |
|       | Los Navalmorales              | 2.120    | 105            | 20,19    | 579     | 45140       | 45112            | Modifica les dades a Wikidata |
|       | Los Navalucillos              | 1.897    | 356            | 5,33     | 740     | 45130       | 45113            | Modifica les dades a Wikidata |
|       | Los Yébenes                   | 5.753    | 677            | 8,5      | 805     | 45470       | 45200            | Modifica les dades a Wikidata |
|       | Lucillos                      | 629      | 40             | 15,73    | 480     | 45684       | 45086            | Modifica les dades a Wikidata |
|       | Madridejos                    | 10.102   | 262            | 38,56    | 697     | 45710       | 45087            | Modifica les dades a Wikidata |
|       | Magán                         | 4.114    | 29             | 141,86   | 697     | 45590       | 45088            | Modifica les dades a Wikidata |
|       | Malpica de Tajo               | 1.678    | 80             | 20,98    | 398     | 45692       | 45089            | Modifica les dades a Wikidata |
|       | Manzaneque                    | 398      | 12             | 33,17    | 715     | 45460       | 45090            | Modifica les dades a Wikidata |
|       | Maqueda                       | 504      | 78             | 6,46     | 501     | 45515       | 45091            | Modifica les dades a Wikidata |
|       | Marjaliza                     | 264      | 66             | 4        | 853     | 45479       | 45092            | Modifica les dades a Wikidata |
|       | Marrupe                       | 162      | 10             | 16,2     | 584     | 45636       | 45093            | Modifica les dades a Wikidata |
|       | Mascaraque                    | 424      | 65             | 6,52     | 714     | 45430       | 45094            | Modifica les dades a Wikidata |
|       | Mazarambroz                   | 1.270    | 216            | 5,88     | 775     | 45114       | 45096            | Modifica les dades a Wikidata |
|       | Mejorada                      | 1.385    | 46             | 30,11    | 548     | 45622       | 45097            | Modifica les dades a Wikidata |
|       | Menasalbas                    | 2.485    | 179            | 13,88    | 702     | 45128       | 45098            | Modifica les dades a Wikidata |
|       | Mesegar de Tajo               | 200      | 18             | 11,11    | 478     | 45541       | 45100            | Modifica les dades a Wikidata |
|       | Miguel Esteban                | 4.733    | 93             | 50,89    | 610     | 45830       | 45101            | Modifica les dades a Wikidata |
|       | Mocejón                       | 5.172    | 30             | 172,4    | 430     | 45270       | 45102            | Modifica les dades a Wikidata |
|       | Mohedas de la Jara            | 410      | 60,4           | 6,79     | 644     | 45576       | 45103            | Modifica les dades a Wikidata |
|       | Montearagón                   | 588      | 12             | 49       | 420     | 45685       | 45104            | Modifica les dades a Wikidata |
|       | Montesclaros                  | 365      | 21             | 17,38    | 558     | 45620       | 45105            | Modifica les dades a Wikidata |
|       | Mora                          | 9.930    | 169,6          | 58,55    | 717     | 45400       | 45106            | Modifica les dades a Wikidata |
|       | Méntrida                      | 6.273    | 87             | 72,1     | 560     | 45930       | 45099            | Modifica les dades a Wikidata |
|       | Nambroca                      | 5.250    | 82             | 64,02    | 672     | 45191 45190 | 45107            | Modifica les dades a Wikidata |
|       | Navahermosa                   | 3.592    | 129,8          | 27,68    | 750     | 45150       | 45109            | Modifica les dades a Wikidata |
|       | Navalcán                      | 1.863    | 60             | 31,05    | 394     | 45610       | 45110            | Modifica les dades a Wikidata |
|       | Navalmoralejo                 | 54       | 22             | 2,45     | 423     | 45573       | 45111            | Modifica les dades a Wikidata |
|       | Navamorcuende                 | 599      | 110,8          | 5,41     | 675     | 45630       | 45114            | Modifica les dades a Wikidata |
|       | Noblejas                      | 3.952    | 70             | 56,46    | 735     | 45350       | 45115            | Modifica les dades a Wikidata |
|       | Noez                          | 990      | 34             | 29,12    | 763     | 45162       | 45116            | Modifica les dades a Wikidata |
|       | Nombela                       | 895      | 122            | 7,34     | 498     | 45917       | 45117            | Modifica les dades a Wikidata |
|       | Novés                         | 3.463    | 42             | 82,45    | 573     | 45519       | 45118            | Modifica les dades a Wikidata |
|       | Numancia de la Sagra          | 5.616    | 29,6           | 189,54   | 642     | 45230       | 45119            | Modifica les dades a Wikidata |
|       | Nuño Gómez                    | 171      | 17             | 10,06    | 469     | 45644       | 45120            | Modifica les dades a Wikidata |
|       | Ocaña                         | 14.469   | 148            | 97,76    | 730     | 45300       | 45121            | Modifica les dades a Wikidata |
|       | Olías del Rey                 | 8.947    | 39,9           | 224,01   | 588     | 45280       | 45122            | Modifica les dades a Wikidata |
|       | Ontígola                      | 4.992    | 42             | 118,86   | 602     | 45340       | 45123            | Modifica les dades a Wikidata |
|       | Orgaz                         | 2.595    | 154,5          | 16,8     | 744     | 45450       | 45124            | Modifica les dades a Wikidata |
|       | Oropesa                       | 2.564    | 337            | 7,61     | 425     | 45560       | 45125            | Modifica les dades a Wikidata |
|       | Otero                         | 431      | 30             | 14,37    | 466     | 45543       | 45126            | Modifica les dades a Wikidata |
|       | Palomeque                     | 1.182    | 22             | 53,73    | 610     | 45213       | 45127            | Modifica les dades a Wikidata |
|       | Pantoja                       | 3.523    | 28             | 125,82   | 524     | 45290       | 45128            | Modifica les dades a Wikidata |
|       | Paredes de Escalona           | 129      | 25             | 5,16     | 490     | 45908       | 45129            | Modifica les dades a Wikidata |
|       | Parrillas                     | 351      | 51             | 6,88     | 800     | 45611       | 45130            | Modifica les dades a Wikidata |
|       | Pelahustán                    | 331      | 44             | 7,52     | 677     | 45918       | 45131            | Modifica les dades a Wikidata |
|       | Pepino                        | 3.259    | 46             | 70,85    | 454     | 45638       | 45132            | Modifica les dades a Wikidata |
|       | Polán                         | 3.932    | 158            | 24,89    | 648     | 45161       | 45133            | Modifica les dades a Wikidata |
|       | Portillo de Toledo            | 2.346    | 20             | 117,3    | 594     | 45512       | 45134            | Modifica les dades a Wikidata |
|       | Puerto de San Vicente         | 147      | 46             | 3,2      | 736     | 45577       | 45139            | Modifica les dades a Wikidata |
|       | Pulgar                        | 1.600    | 38             | 42,11    | 720     | 45125       | 45140            | Modifica les dades a Wikidata |
|       | Quero                         | 979      | 104            | 9,41     | 648     | 45790       | 45141            | Modifica les dades a Wikidata |
|       | Quintanar de la Orden         | 11.194   | 88             | 127,2    | 691     | 45800       | 45142            | Modifica les dades a Wikidata |
|       | Quismondo                     | 1.798    | 15,4           | 116,53   | 548     | 45514       | 45143            | Modifica les dades a Wikidata |
|       | Recas                         | 5.023    | 31             | 162,03   | 571     | 45211       | 45145            | Modifica les dades a Wikidata |
|       | Retamoso de la Jara           | 110      | 48,2           | 2,28     | 608     | 45652       | 45146            | Modifica les dades a Wikidata |
|       | Rielves                       | 859      | 33             | 26,03    | 494     | 45524       | 45147            | Modifica les dades a Wikidata |
|       | Robledo del Mazo              | 252      | 136,7          | 1,84     | 737     | 45674       | 45148            | Modifica les dades a Wikidata |
|       | San Bartolomé de las Abiertas | 603      | 57             | 10,58    | 554     | 45654       | 45150            | Modifica les dades a Wikidata |
|       | San Martín de Montalbán       | 759      | 135            | 5,62     | 659     | 45165       | 45151            | Modifica les dades a Wikidata |
|       | San Martín de Pusa            | 604      | 104            | 5,81     | 507     | 45170       | 45152            | Modifica les dades a Wikidata |
|       | San Pablo de los Montes       | 1.644    | 101            | 16,28    | 908     | 45120       | 45153            | Modifica les dades a Wikidata |
|       | San Román de los Montes       | 2.112    | 45             | 46,93    | 440     | 45646       | 45154            | Modifica les dades a Wikidata |
|       | Santa Ana de Pusa             | 342      | 19             | 18       | 594     | 45653       | 45155            | Modifica les dades a Wikidata |
|       | Santa Cruz de la Zarza        | 4.100    | 264,5          | 15,5     | 790     | 45370       | 45156            | Modifica les dades a Wikidata |
|       | Santa Cruz del Retamar        | 4.038    | 130            | 31,06    | 603     | 45513       | 45157            | Modifica les dades a Wikidata |
|       | Santa Olalla                  | 3.502    | 72             | 48,64    | 492     | 45530       | 45158            | Modifica les dades a Wikidata |
|       | Santo Domingo-Caudilla        | 1.229    | 54             | 22,76    | 569     | 45526       | 45901            | Modifica les dades a Wikidata |
|       | Sartajada                     | 100      | 15             | 6,67     | 360     | 45632       | 45159            | Modifica les dades a Wikidata |
|       | Segurilla                     | 1.378    | 22             | 62,64    | 560     | 45621       | 45160            | Modifica les dades a Wikidata |
|       | Seseña                        | 30.165   | 72,7           | 415,04   | 598     | 45224 45223 | 45161            | Modifica les dades a Wikidata |
|       | Sevilleja de la Jara          | 620      | 234            | 2,65     | 665     | 45671       | 45162            | Modifica les dades a Wikidata |
|       | Sonseca                       | 11.328   | 60             | 188,8    | 754     | 45100       | 45163            | Modifica les dades a Wikidata |
|       | Sotillo de las Palomas        | 183      | 19             | 9,63     | 563     | 45635       | 45164            | Modifica les dades a Wikidata |
|       | Talavera de la Reina          | 84.738   | 157            | 539,73   | 373     | 45600       | 45165            | Modifica les dades a Wikidata |
|       | Tembleque                     | 2.009    | 223            | 9,01     | 637     | 45780       | 45166            | Modifica les dades a Wikidata |
|       | Toledo                        | 86.526   | 232,1          | 372,8    | 523     | 45001–45009 | 45168            | Modifica les dades a Wikidata |
|       | Torralba de Oropesa           | 193      | 23             | 8,39     | 396     | 45569       | 45169            | Modifica les dades a Wikidata |
|       | Torrecilla de la Jara         | 222      | 71             | 3,13     | 648     | 45651       | 45170            | Modifica les dades a Wikidata |
|       | Torrico                       | 702      | 34             | 20,65    | 445     | 45572       | 45172            | Modifica les dades a Wikidata |
|       | Torrijos                      | 14.099   | 17             | 829,35   | 529     | 45500       | 45173            | Modifica les dades a Wikidata |
|       | Totanés                       | 371      | 26             | 14,25    | 730     | 45163       | 45174            | Modifica les dades a Wikidata |
|       | Turleque                      | 692      | 101            | 6,85     | 690     | 45789       | 45175            | Modifica les dades a Wikidata |
|       | Ugena                         | 5.802    | 15             | 386,8    | 654     | 45217       | 45176            | Modifica les dades a Wikidata |
|       | Urda                          | 2.494    | 218            | 11,44    | 763     | 45480       | 45177            | Modifica les dades a Wikidata |
|       | Valdeverdeja                  | 565      | 67             | 8,43     | 397     | 45572       | 45179            | Modifica les dades a Wikidata |
|       | Valmojado                     | 4.771    | 26             | 183,5    | 661     | 45940       | 45180            | Modifica les dades a Wikidata |
|       | Velada                        | 2.907    | 145            | 20,05    | 432     | 45612       | 45181            | Modifica les dades a Wikidata |
|       | Villacañas                    | 9.489    | 269            | 35,28    | 664     | 45860       | 45185            | Modifica les dades a Wikidata |
|       | Villafranca de los Caballeros | 4.897    | 107            | 45,77    | 643     | 45730       | 45187            | Modifica les dades a Wikidata |
|       | Villaluenga de la Sagra       | 4.171    | 27             | 154,48   | 520     | 45520       | 45188            | Modifica les dades a Wikidata |
|       | Villamiel de Toledo           | 1.069    | 42             | 25,45    | 485     | 45594       | 45189            | Modifica les dades a Wikidata |
|       | Villaminaya                   | 497      | 21             | 23,67    | 730     | 45440       | 45190            | Modifica les dades a Wikidata |
|       | Villamuelas                   | 613      | 43             | 14,26    | 600     | 45749       | 45191            | Modifica les dades a Wikidata |
|       | Villanueva de Alcardete       | 2.963    | 147,3          | 20,12    | 725     | 45810       | 45192            | Modifica les dades a Wikidata |
|       | Villanueva de Bogas           | 676      | 57             | 11,86    | 652     | 45410       | 45193            | Modifica les dades a Wikidata |
|       | Villarejo de Montalbán        | 78       | 65             | 1,2      | 538     | 45179       | 45194            | Modifica les dades a Wikidata |
|       | Villarrubia de Santiago       | 2.559    | 155            | 16,51    | 750     | 45360       | 45195            | Modifica les dades a Wikidata |
|       | Villaseca de la Sagra         | 1.859    | 32             | 58,09    | 475     | 45260       | 45196            | Modifica les dades a Wikidata |
|       | Villasequilla                 | 2.621    | 77             | 34,04    | 525     | 45740       | 45197            | Modifica les dades a Wikidata |
|       | Villatobas                    | 2.858    | 181            | 15,79    | 723     | 45310       | 45198            | Modifica les dades a Wikidata |
|       | Yeles                         | 6.649    | 20             | 332,45   | 548     | 45220       | 45201            | Modifica les dades a Wikidata |
|       | Yepes                         | 5.541    | 85             | 65,19    | 699     | 45313       | 45202            | Modifica les dades a Wikidata |
|       | Yuncler                       | 5.033    | 18             | 279,61   | 534     | 45529       | 45203            | Modifica les dades a Wikidata |
|       | Yunclillos                    | 816      | 31             | 26,32    | 517     | 45591       | 45204            | Modifica les dades a Wikidata |
|       | Yuncos                        | 12.831   | 15             | 855,4    | 551     | 45210       | 45205            | Modifica les dades a Wikidata |
|       | la Mata                       | 915      | 19,2           | 47,66    | 826     | 45534       | 45095            | Modifica les dades a Wikidata |